# Мариенваген II (бронеавтомобиль)

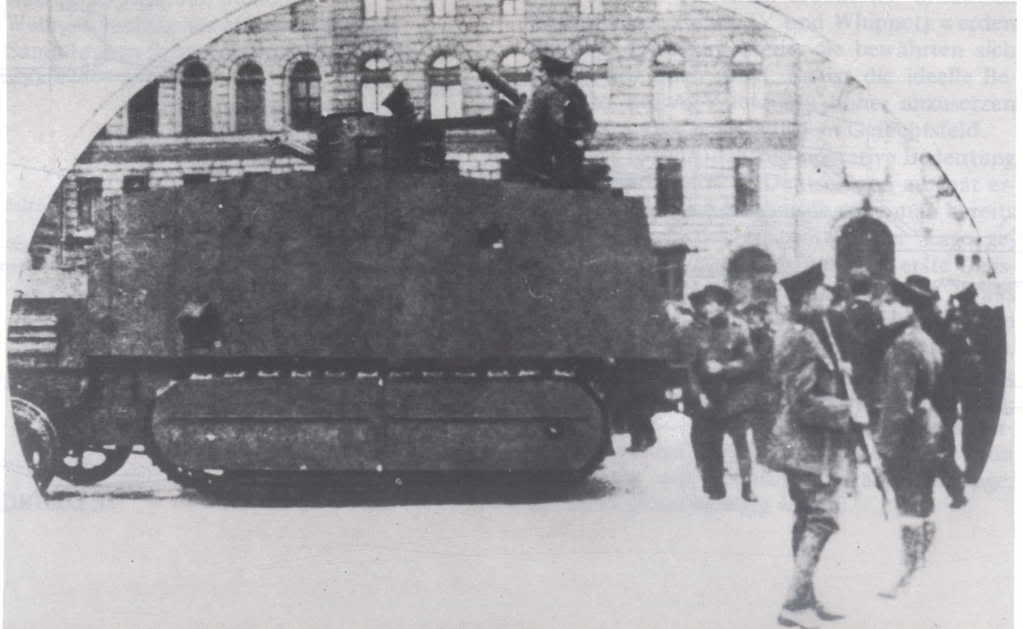
Бронеавтомобиль Marienwagen II правительственных войск во время подавления Восстания спартакистов. Берлин, 1919 год

Marienwagen II — первый германский полугусеничный бронеавтомобиль (тяжёлый по массе), созданный на базе артиллерийского тягача Marienwagen II вскоре после окончания Первой мировой. Выпущен небольшой серией, предположительно в 10 машин.

## История создания
Несмотря на то, что по условиям капитуляции Германии последней фактически запрещалось иметь современную бронетехнику, в связи с событиями Ноябрьской революции 1918 года Германии было разрешено сохранить на вооружении некоторое количество бронеавтомобилей с пулемётным вооружением для использования в полицейских целях. В силу нехватки бронеавтомобилей даже для нужд полиции, в качестве временной меры бронировались любые подходящие шасси. Забронирована была также и часть артиллерийских тягачей Marienwagen II, хорошо зарекомендовавших себя во время Первой мировой войны (при этом Германия уже имела опыт создания на базе их прототипа, четырёхгусеничного тягача Marienwagen I, бронированной машины аналогичной компоновки Marienwagen I mit Panzeraufbau). Согласно заказу должны были быть переоборудованы 10 машин этого типа, однако точное количество реально забронированных экземпляров неизвестно.

## Описание конструкции
Бронеавтомобиль был создан на базе шасси созданного в 1917 году полугусеничного артиллерийского тягача Marienwagen II и имел переднемоторную, заднеприводную капотную автомобильную компоновку с размещением моторного отделения в передней, а отделения управления и боевого отделения — в средней части корпуса.
Экипаж машины состоял из трёх человек — командира, механика-водителя и стрелка. Высокая грузовместимость базового шасси и просторный бронекорпус позволял также перевозить в кормовой части бронеавтомобиля десант, погрузка и высадка которого осуществлялась через кормовую дверь.

### Броневой корпус и башня
Броневой корпус машины — простой коробчатой формы, без использования рациональных углов наклона броневых листов, собранный из стальных листов толщиной 5—7 мм. В бортовых бронелистах моторного отделения располагались по три горизонтальных бронестворки воздухозаборников системы охлаждения двигателя, в лобовом — решётка радиатора. Бронированию также подвергались узлы гусеничного движителя.
Башня — полноповоротная, цилиндрической формы.

### Вооружение
Вооружение машины состояло из одного 7,92-мм пулемёта «Максим», установленного в башне.

### Средства наблюдения и связи
Командир и механик-водитель осуществляли наблюдение через две прикрывавшиеся броневыми щитками смотровые щели в лобовом листе отделения управления. Средства связи отсутствовали.

### Двигатель и трансмиссия
Трансмиссия машины — механическая.

### Ходовая часть
Ходовая часть машины — полугусеничная, с ведущим гусеничным движителем и управляемыми передними колёсами.
Подвеска переднего моста — на полуэллиптических листовых рессорах. Колёса — цельнометаллические, не имевшие резиновых бандажей, но оснащённые с целью повышения проходимости дополнительными ободами.
Гусеничный движитель, применительно к одному борту, состоял из восьми небольших опорных катков, сблокированных по четыре в две тележки, четырёх поддерживающих катков, переднего направляющего колеса и заднего ведущего колеса, выполняющего также опорную функцию. Подвеска тележек с опорными катками — на вертикальных пружинах. Гусеничная лента — металлическая, траки имели грунтозацепы.

## Служба и боевое применение
Сведения о боевом применении бронеавтомобиля крайне скудны. Известно лишь, что по крайней мере одна из машин участвовала в подавлении Восстания спартакистов в январе 1919 года.

### Сноски
1. 1 2 3 4 5  Согласно визуальным показателям фотографий машины и её базового шасси.